# Засулля (Ромни)
Засулля — історичний район-місцевість у місті Ромни (райцентр на Сумщині), колишнє село-передмістя. Засулля — східна (лівобережна) частина Ромен.
Маєтся сповідний розпис за 1749 рік
Аж до середини ХХ століття Засулля було великим селом, що не входило до складу Ромен. Розташоване за Сулою, звідси походить його назва.
На честь села Засулля названа станція «Засулля».
Головна вулиця місцевості — Полтавська — поєднує Засулля з історичним містом Ромни. Головна площа Засулля — Засульська (в народі «Коло/Круг Леніна», до 1991 року офіційна назва — площа Леніна). Тривалий час на майдані стояв пам'ятник «вождю світового пролетаріату» Леніну. На ній розвертаються майже всі міські автобуси.
На території Засулля — однойменне ранньослов'янське поселення, розкопки якого в 1980 році провадив учений-славіст, археолог, дослідник слов'янської та давньоруської історії, доктор історичних наук, провідний науковий співробітник Інституту археології НАН України, художник Олег Сухобоков (1937–2008).

## Геноцид-Голодомор
Село ще в статусі самостійного населеного пункту, постраждало від терору голодом з боку комуністів. 1932 місцева сільрада, яку контролювали голодоморники, віддала під кримінальний суд власників 27 господарств, які відмовлялися виконувати самогубні «хлібозаготівлі» СССР.

## Видатні уродженці
- Антоненко-Давидович Борис Дмитрович (1899–1984) — український письменник, перекладач і дослідник культури української мови .
- Воликівська Ірина Іванівна — народна артистка УРСР.
- Мошик Микола Григорович — бандурист і композитор.